# Сан Антонио (Дорадо, Порторико)
Сан Антонио (шп. San Antonio, Dorado) село је у општини Дорадо у америчкој острвској територији Порторико, острвској држави Кариба.

## Демографија
По попису из 2010. године број становника је 7.574, што је 1.118 (17,3%) становника више него 2000. године.
| Група             | 2000.         | 2010.         |
| Белци             | 24 (0,4%)     | 33 (0,4%)     |
| Афроамериканци    | 979 (15,2%)   | 1.393 (18,4%) |
| Азијати           | 9 (0,1%)      | 19 (0,3%)     |
| Хиспаноамериканци | 6.424 (99,5%) | 7.530 (99,4%) |
| Укупно            | 6.456         | 7.574         |